# Свято-Никольский собор (Николаев)
Свято-Никольский собор (укр. Свято-Микільський собор) — храм Николаевской епархии Украинской православной церкви в городе Николаеве. Памятник архитектуры национального значения.

## История
26 июня 1769 года светлейший князь Г. А. Потёмкин в своём донесении ходатайствовал перед императрицей Екатериной II об основании Свято-Никольского монастыря в местности в районе Витовка. Разрешение было получено, а настоятелем новой обители был назначен архимандрит Михаил, но дело так и не было доведено до конца. В 1790 году был построен небольшой деревянный Свято-Никольский храм для греческих переселенцев, расположенный на пересечении нынешних улиц Пушкина и Потёмкинской.
Новый каменный храм для греческой общины заложили в 1803 году. Его строительство было долгим из-за нехватки средств. Большую заботу о постройке проявили архимандрит Захарий (Петропуло) и протоиерей Карп Павловский. Освящён в 1817 году и никогда не закрывался.

## Архитектура
Храм представляет собой однокупольное одноапсидное каменное строение в классицистическом стиле. Над западным входом размещена трёхъярусная колокольня. В южной части устроен боковой алтарь в честь Покрова Пресвятой Богородицы.